# جمعية الإغاثة الطبية الفلسطينية
جمعية الإغاثة الطبية الفلسطينية منظمة غير حكومية وغير ربحية وواحد من أكبر المنظمات الصحية غير الحكومية في فلسطين. تأسست سنة 1979 في الأراضي الفلسطينية على يد مجموعة من الكوادر الطبية المتطوعة لتقديم الخدمات الطبية والصحية نتيجة تدهور الوضع الصحي خلال سنوات الاحتلال العسكري الإسرائيلي. تنتشر مراكز الجمعية في 490 موقع موزعة على مدن وقرى ومخيمات الضفة الغربية وقطاع غزة.

## الرسالة
تسعى الجمعية إلى تحسين الصحة والرفاهية والقدرة على الصمود لجميع الفلسطينيين دون تمييز من خلال تقديم خدمات رعاية صحية أولية عالية الجودة وتعبئة المجتمع على جميع المستويات والدعوة إلى توفير رعاية صحية ميسورة التكلفة وعالية الجودة للجميع. تؤمن الجمعية بأن الصحة هي مدخل أساسي للتنمية المجتمعية وتسعى إلى تمكين الأفراد والمجتمعات من التحكم في صحتهم الشاملة.

## البرامج والخدمات

### الرعاية الصحية الأولية
تقدم الجمعية خدمات الرعاية الصحية الأولية في أكثر من 490 منطقة في الضفة الغربية وقطاع غزة بما في ذلك المدن والقرى والمخيمات. تشمل هذه الخدمات رعاية الأمومة والطفولة والصحة المدرسية وخدمات الصحة النفسية والعلاج الطبيعي وخدمات طب الأسنان وغيرها.

### العيادات المتنقلة
في ظل القيود المفروضة على بناء العيادات الثابتة في بعض المناطق تعتمد الجمعية على فرق طبية متنقلة تصل إلى المجتمعات النائية والمحرومة خاصة في مناطق "ج" من الضفة الغربية لتقديم الخدمات الصحية الأساسية. تواجه هذه الفرق تحديات كبيرة بما في ذلك نقص الموارد والقيود المفروضة على الحركة.

### برامج التأهيل المجتمعي
تُعنى الجمعية بتقديم خدمات التأهيل للأشخاص ذوي الإعاقة بما في ذلك العلاج الطبيعي والدعم النفسي والاجتماعي بهدف دمجهم في المجتمع وتحسين جودة حياتهم.

### التثقيف الصحي
تولي الجمعية أهمية كبيرة للتثقيف الصحي حيث تنظم حملات توعية وورش عمل لتعزيز الوعي الصحي بين أفراد المجتمع مع التركيز على الوقاية من الأمراض المزمنة وتعزيز أنماط الحياة الصحية.

### الاستجابة للطوارئ
في أوقات الأزمات مثل العدوان على غزة تلعب الجمعية دورًا حيويًا في تقديم الرعاية الصحية الطارئة من خلال تشغيل العيادات المتنقلة وتوفير الأدوية والمستلزمات الطبية والتنسيق مع المنظمات الدولية لضمان وصول المساعدات الإنسانية.

## التمويل
تحظى الجمعية بدعم من العديد من الجهات الدولية بما في ذلك الاتحاد الأوروبي والسويد وإيطاليا والأمم المتحدة وفرنسا مما يمكنها من تنفيذ مشاريع صحية متنوعة تهدف إلى تحسين الوصول إلى الرعاية الصحية وتعزيز قدرات النظام الصحي الفلسطيني.

## التحديات
تواجه الجمعية تحديات كبيرة بما في ذلك الحصار المفروض على غزة والقيود المفروضة على الحركة ونقص التمويل والاعتداءات على المرافق الصحية. ومع ذلك تواصل الجمعية العمل بجدية لتقديم الرعاية الصحية للمجتمعات الفلسطينية مع التركيز على تعزيز القدرات المحلية وتمكين المجتمعات من تحمل مسؤولية صحتها.